# Contralmirante Cordero
Contralmirante Cordero es un municipio ubicado al norte de la provincia de Río Negro, en el departamento General Roca; al norte de la Patagonia argentina. 
El municipio fue creado por decreto N.º 14008/43, de 15 de noviembre de 1943 y tiene una superficie de 8378,66 hectáreas. Tiene dos localidades: Contraalmirante Cordero, donde se ubica el edificio municipal y Barda del Medio.

## Ubicación
Se ubica sobre la margen izquierda del Río Neuquén, frente a la localidad neuquina de Vista Alegre. Se accede desde Cipolletti, a 28 km por la RN 151 y desde Neuquén por la RP 7. La separan 587 km de Viedma y 1240 de Buenos Aires. La localidad está ubicada en la estación Contralmirante Cordero de un ramal del Ferrocarril General Roca que une Cipolletti con Barda del Medio que tiene la estación Kilómetro 1218. El ramal no trabaja desde el año 1993, aunque por sus vías corren trenes de carga. 

## Historia
Los orígenes de la historia de esta localidad se remontan al año 1884. Por aquel entonces el contraalmirante Bartolomé Cordero adquirió 4.000 hectáreas de campos en la zona. Ellas le fueron cedidas como pago por su labor en la Armada Argentina de la cual ejerció el mando entre 1884 y 1886. El contralmirante no llegó a usufructuar las tierras en vida y en 1934 sus descendientes fundaron el pueblo actual agrupados en la Compañía Colonia Cordero.

## Población
La localidad contó con 1,000 habitantes (Indec, 2010), lo que representó un incremento del 14% frente a los 876 habitantes (Indec, 2001) del censo anterior.La tasa de crecimiento demográfico con respecto al censo 2001 es 1,97%. 

El censo 2022 arrojó 744 viviendas con una población estable de 2.306 habitantes en el municipio.
| Gráfica de evolución demográfica de Contralmirante Cordero entre 1991 y 2022 |
|                                                                              |
| Fuente: Censos nacionales del INDEC                                          |

## Toponimia
Su nombre homenajea al Contralmirante Bartolomé Cordero, marino de vasta trayectoria en las armas argentinas y en la organización nacional. En 1934 se funda la comisión de fomento con el nombre Kilómetro 1212, luego pasaría a llamarse Contralmirante Cordero.

## Galería de imágenes

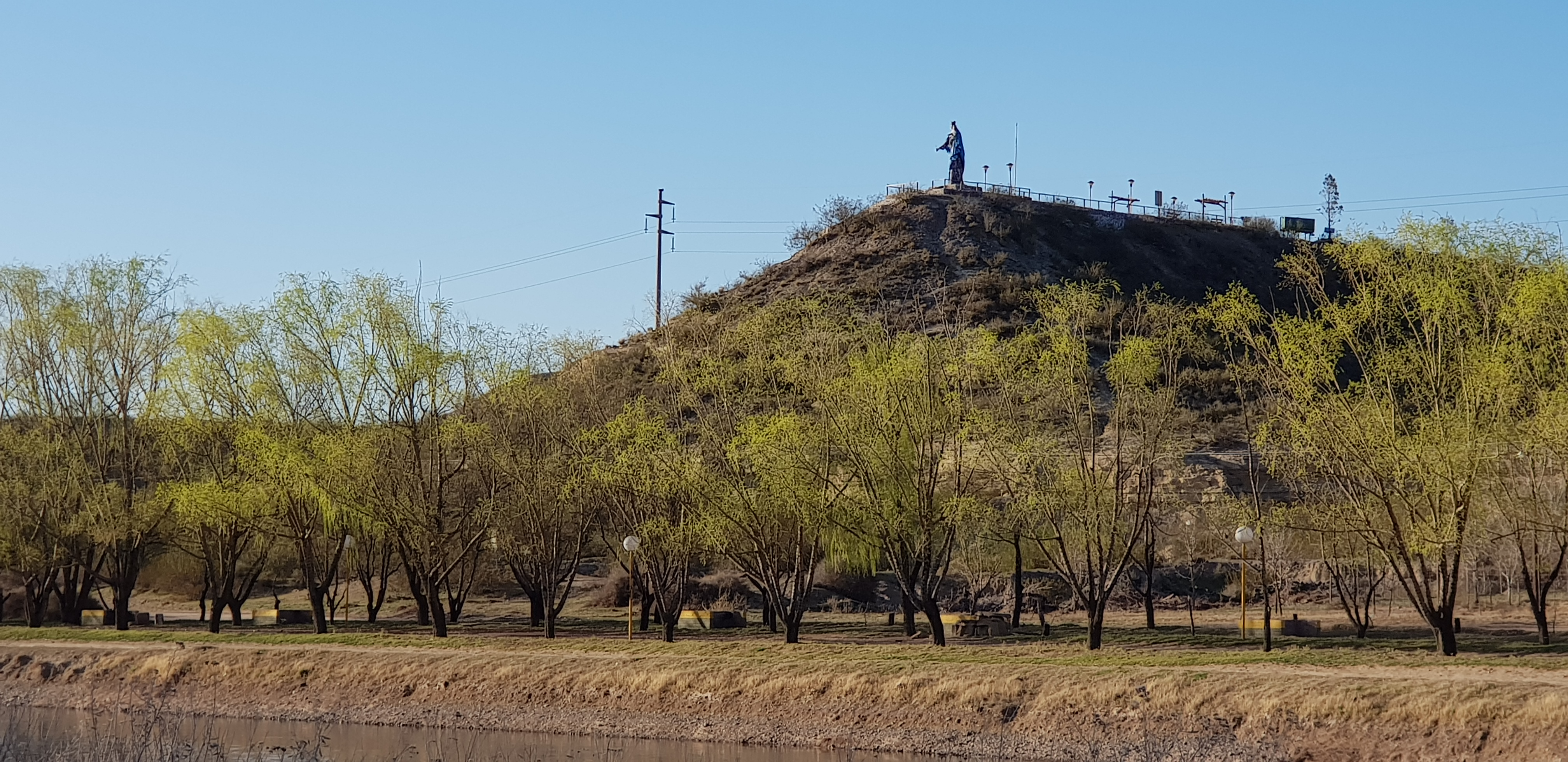
Área de recreación sobre el canal grande en Contralmirante Cordero
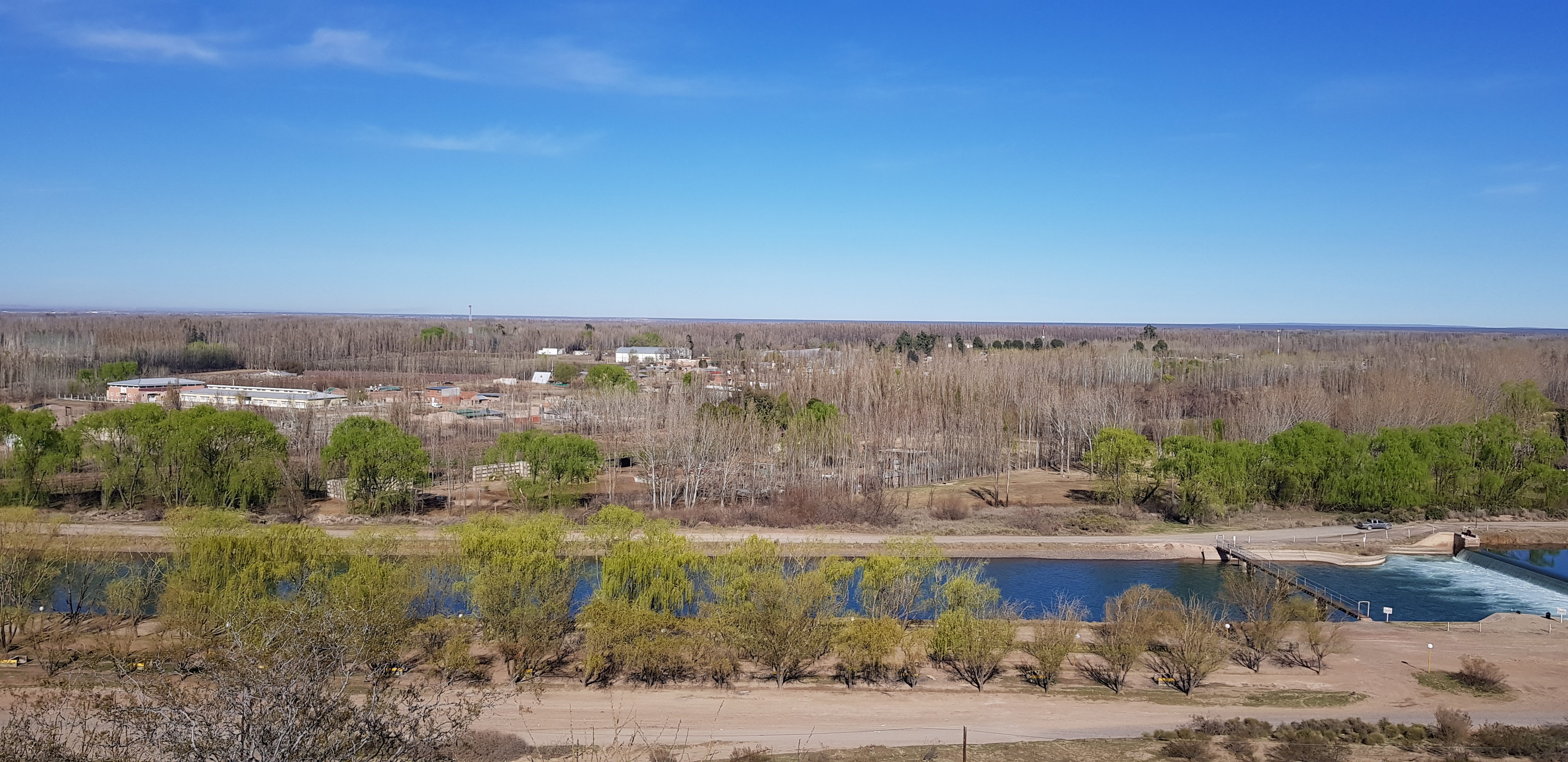
Mirador del Alto Valle Oeste Contralmirante Cordero
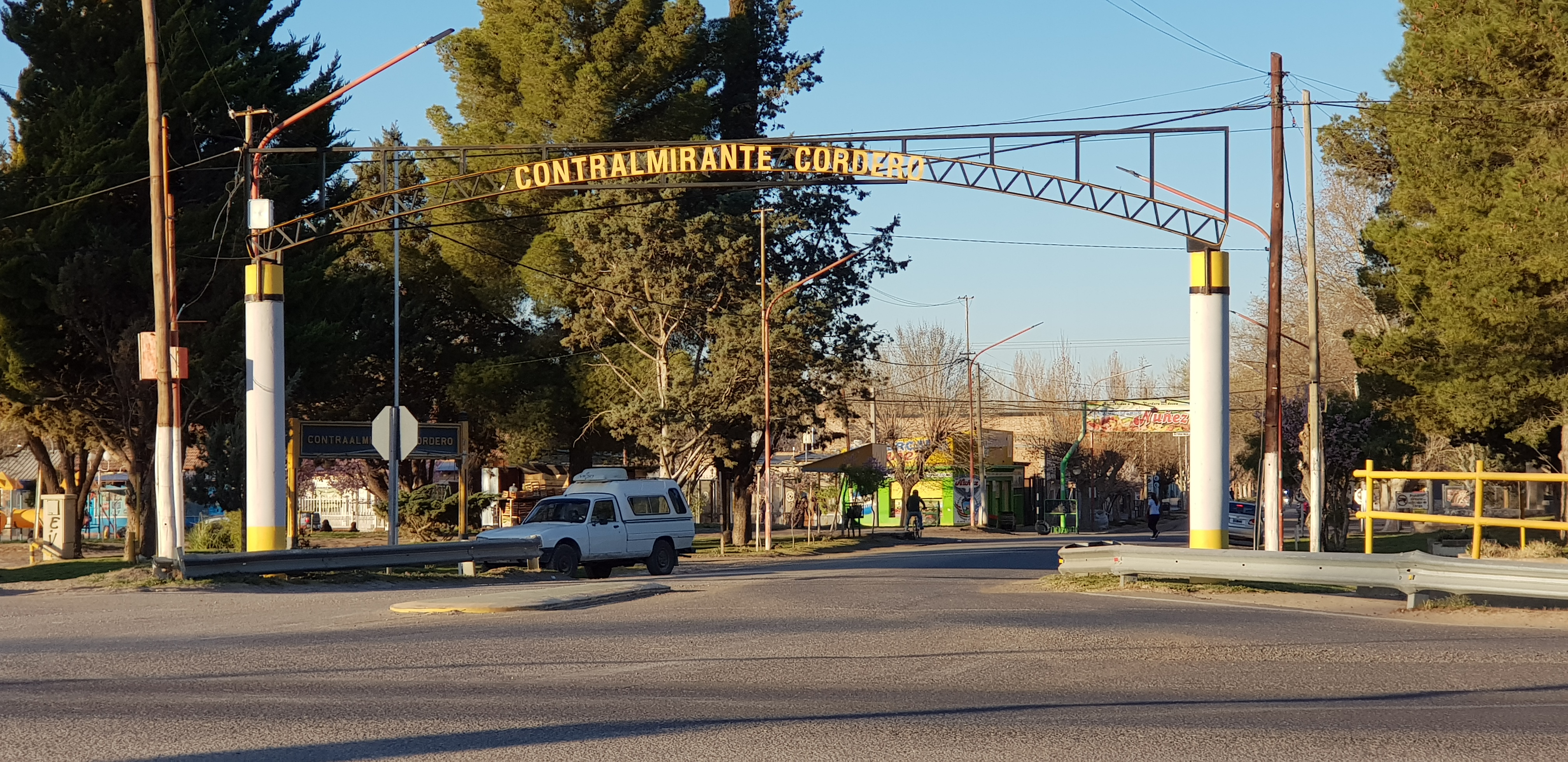
Entrada a la localidad de Contralmirante Cordero